# Malcolm Griffiths
Malcolm Jesse Griffiths (* 29. September 1941 in Barnet, Hertfordshire; † 19. Januar 2021 in  Deal (Kent)) war  ein britischer Posaunist des Modern Jazz.

## Leben und Wirken
Griffiths lernte als Kind Klavier, bevor er sich mit 17 Jahren der Posaune zuwendete. Er ist stark durch Lawrence Brown beeinflusst. Nach einem Abschluss in Wirtschaftswissenschaften studierte er parallel zu einer Assistententätigkeit an der London School of Economics am London College of Music Posaune. Zunächst spielte er in der Band von Mike Westbrook, 1968 und 1969 dann bei John Surman, Michael Gibbs und Ray Russell, bevor er eine eigene Band gründete und mit Buddy Rich auf England- und USA-Tournee ging. Dann war er Mitglied von Chris McGregors Brotherhood of Breath und des Quintetts von Alan Skidmore, trat aber auch mit der Bigband von John Warren und mit Paul Rutherfords Iskra 1912 auf. 1972 wurde er Mitglied des Orchesters von John Dankworth; mit Surman spielte er das kollaborative Fusionalbum Morning Glory ein. Mitte der 1970er Jahre arbeitete er mit Stan Sulzmann, Alan Cohen, Harry Miller und Georgie Fame zusammen. Ab Ende der 1970er war er Mitglied des Oktetts und der Bigband von Stan Tracey, spielte bei Graham Collier sowie weiterhin mit Gibbs und Westbrook; zudem organisierte er für Gil Evans dessen Bigband. Er spielte im Orchester der walisischen Nationaloper und tourte mit Diana Ross, Gladys Knight, The Three Degrees und Sinéad O’Connor, für die er auch arrangierte. Zu Beginn der 1990er Jahre spielte er in Louis Moholos Dedication Orchestra, später in Keith Tippetts Tapestry und arbeitete weiterhin für Westbrook sowie für George Fenton, John Altman, Gil Askey oder George Michael. Er ist auch auf Alben von Ian Gillan, Evelyn Thomas, Björk und den Pogues (Fairytale of New York)  zu hören. Gesundheitliche Probleme mit Diabetes zwangen ihn, das Posaunespiel aufzugeben.

## Lexigraphischer Eintrag
- John Chilton, Who’s Who in British Jazz Continuum: London 2004 ISBN 978-0826472342